# Будинок-музей Єгіше Чаренца
Будинок-музей Єгіше Чаренца (вірм. Եղիշե Չարենցի տուն-թանգարան) — музей в Єревані. Розміщується в будинку, де з 1935 по 1937 рік жив відомий вірменський поет Єгіше Чаренц (1897-1937), проспект Месропа Маштоца, 17.

## Історія
Будинок-музей Єгіше Чаренца заснований за рішенням Ради Міністрів Радянської Вірменії від 8 лютого 1964 року в трикімнатній квартирі, де поет жив з 1935 по 1937 рік. Нвард Багдасарян була призначена директором музею. Дочки поета Арпенік і Анаїт підтримували створення і діяльність музею. 10 січня 1975 року музей  відкрито для відвідувачів.
У 1987 році, з нагоди 90-річчя з дня народження Чаренца і при підтримці Карена Демірчяна, площа будинку-музею була розширена. Нині музей займає 626,3 м².
Основна експозиція займає три зали музею:
- Зал A — 1897-1918
- Зал B — 1918-1927
- Зал C — 1928-1937

## Експозиція

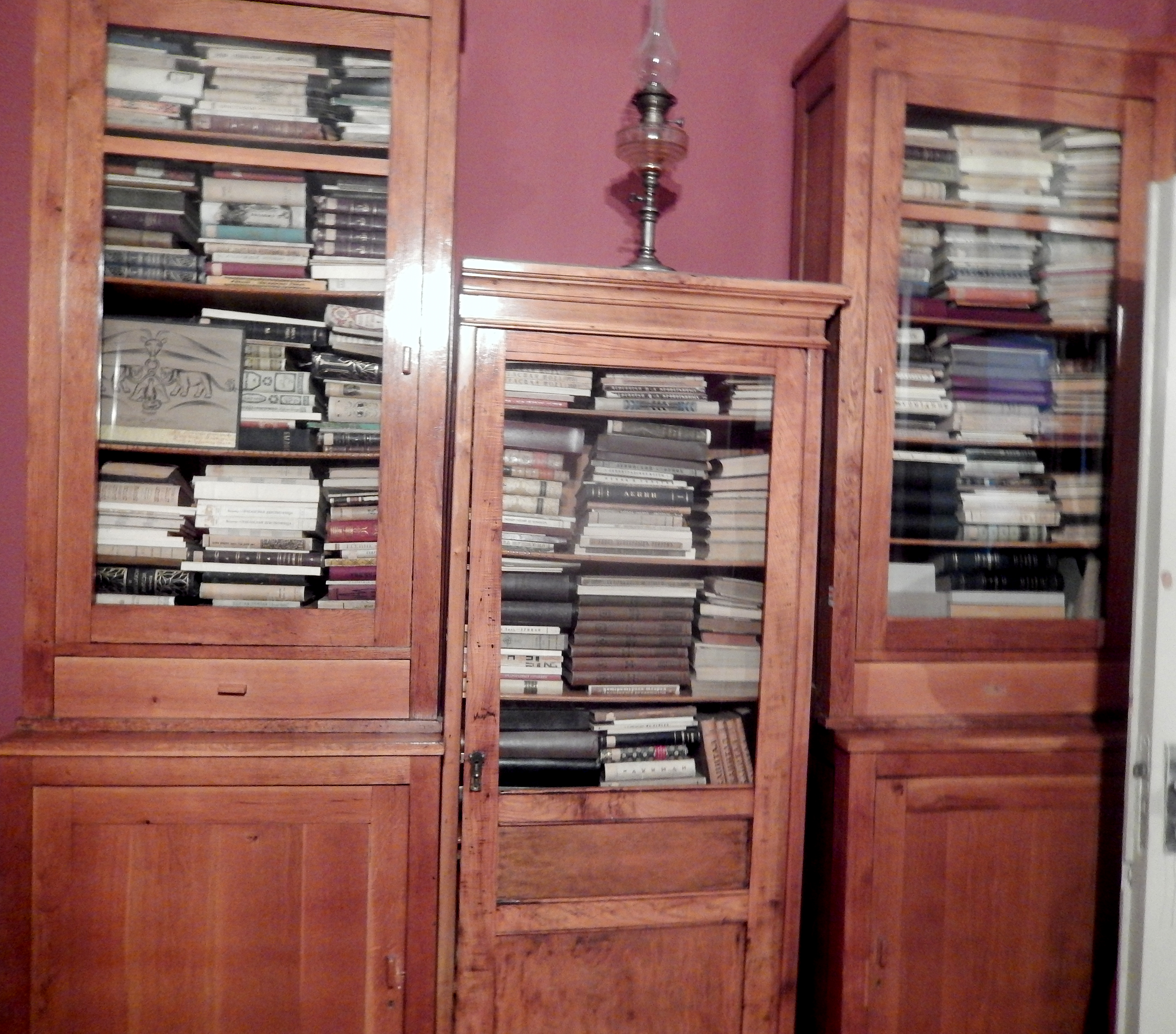
Особиста бібліотека Єгіше Чаренца

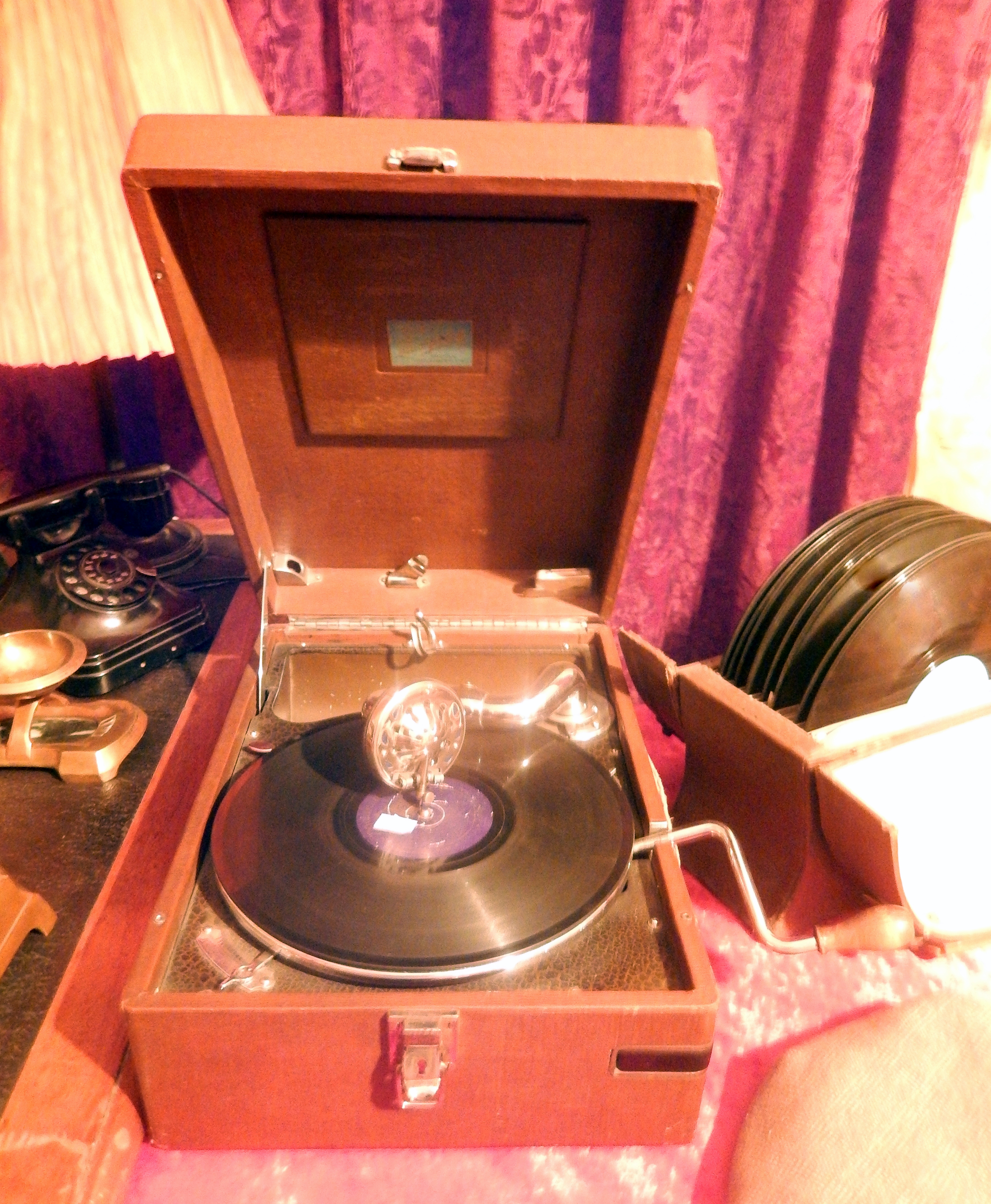
Грамофон Єгіше Чаренца

Будинок-музей Єгіше Чаренца є дослідним центром з вивчення життя Чаренца, його літературної, культурної та суспільно-політичної діяльності. У музеї експонуються особисті речі поета, рукописи, документи, книги, фотографії та інші матеріали.
Найціннішою частиною музею є його меморіальна квартира, де все влаштовано як за життя Чаренца. Квартира обставлена досить елегантно, вишукано поєднуються західні і східні смаки: рояль «Беккер», друкарська машинка, меблі з червоного дерева, успадковані від батька килими, статуетки Будди з слонової кістки і бронзи, репродукції Леонардо да Вінчі, Фра Анджеліко тощо.
Особиста бібліотека Чаренца є частиною меморіальної квартири. За словами Арпенік Чаренц, в кінці 1930-х років бібліотека поета складалася з 6000 книг. Після арешту Чаренца велика кількість книг знищена. Зараз бібліотека налічує 1452 книги, вона включає велику кількість цінних книг на різних мовах, з різних фахових дисциплін, мистецтва і релігії. Чаренц зібрав унікальну колекцію книг вірменських письменників: Хоренаці, Бузанд, Нарекаці, Кучак, Шноралі, Саят-Нова, Лео, Туманян, Тер'ян, Ісаакян, Мецаренц. Глибоко вивчивши грецьку, європейську і російську літературу, а також мистецтво і літературу давнього Сходу, він збагатив свою колекцію Аврелієм, Прустом, Ашвагхошою, Піранделло, Шпенглером, Тагором та іншими. Серед цих книг особливу цінність становлять 25 томів російського журналу «Старі роки», що видавався з 1907 по 1916 рік. Безліч книг в бібліотеці мають автографи. На полях є нотатки, зроблені Чаренцом. Є також книги, які Чаренцу дарували інші письменники — Аветік Ісаакян, Хамлик Туманян, Гарегін Бесс, Хачик Даштенц та інші. Багато книг привезені з Тифлісу, Москви, Петербурга і Царицина.
В музеї проводяться виставки, літературно-музичні зустрічі, лекції, концерти, презентації, дні поезії.
З 1980-х років у музеї проводиться щорічне осіннє частування дастахум, традицію якого заклав сам Єгіше Чаренц. В цей день він пригощав друзів, колег, художників, артистів, студентів та інших фруктами і вином. У відродженій музейній традиції стали брати участь знайомі поета і його шанувальники.